# Itești (gmina)
Itești – gmina w Rumunii, w okręgu Bacău. Obejmuje miejscowości Ciumași, Dumbrava, Făgețel i Itești. W 2011 roku liczyła 1598 mieszkańców.